# Altzo
Altzo település Spanyolországban, Gipuzkoa tartományban. Altzo Alegia, Leaburu, Lizartza és Tolosa községekkel határos. Lakosainak száma 445 fő (2024).

## Népesség
A település lakosságának változását az alábbi diagram mutatja:
| Lakosok száma | 337  | 349  | 359  | 402  | 405  | 400  | 413  | 435  | 447  | 445  |
|               | 2001 | 2004 | 2006 | 2009 | 2011 | 2014 | 2016 | 2019 | 2021 | 2024 |